# 足立鍬太郎
足立 鍬太郎（あだち くわたろう、慶応3年2月10日（1867年3月15日） - 昭和7年（1932年）11月18日）は、日本の教育者、郷土史家。

## 略歴
出雲国松江鍛冶（現島根県松江市）出身。1884年島根県師範学校卒業。島根県内小学校の訓導となり、1885年校長に就任。1894年新潟県尋常中学校助教諭。1906年長野県立飯山中学校初代校長。1911年長野県立諏訪中学校校長。1912年静岡県賀茂郡立豆陽学校校長。1921年島田高等女学校校長。静岡県の郷土史を研究し、静岡県史蹟名勝天然記念物調査委員、静岡市史編纂主事、静岡県史編纂主事を務める。次男は文部官僚の井上赳。

## 著書
- 『松江櫂歌考解』
- 『道守』伊古奈比咩命神社社務所、1918年
- 『神潭』伊古奈比咩命神社社務所、1920年
- 『南豆俚謡考』
- 『南豆神祇誌』
- 『今川氏親と寿桂尼』谷島屋書店、1931年

## 校歌の作詞
- 長野県飯山北高等学校
- 飯山市立秋津小学校
- 飯綱町立三水小学校